# Maximum power point tracking

P_{max} is het 'maximum power point', waar het uitgangsvermogen maximaal is.

Maximum power point tracking (MPPT, maximum vermogenspunt volgen) is een methode uit de elektrotechniek die vooral wordt ingezet bij zonnepanelen om het maximale vermogen te winnen. Het maximumvermogen wordt geleverd bij een bepaalde, van lichtsterkte, temperatuur en aantal in serie geschakelde zonnepanelen afhankelijke, optimale verhouding van spanning en stroom (het MPP, maximum power point), dus van de equivalente belastingsweerstand. De equivalente belastingsweerstand wordt nu zo ingesteld dat het maximale product van spanning en stroom, dus van het vermogen, uit de zonnepanelen gewonnen wordt. De belasting van zonnepanelen wordt meestal gevormd door de ingang van een regelbare DC-DC-converter, die zodanig wordt ingesteld dat de zonnepanelen in het MPP werken, dus bij bovengenoemde optimale verhouding van spanning en stroom.
De techniek kan ook worden toegepast op andere variabele energiebronnen, zoals windturbines.

## Aanpassing aan het PV-systeem
De werking van een omvormer voor zonne-energie is gebaseerd op de eigenschappen van de zonnecellen in het PV-systeem. Het gaat erom om zo veel mogelijk energie te verkrijgen. Om dit te bereiken zal de omvormer zich op het hoogste vermogen dat op elk moment beschikbaar is, dienen in te stellen.
Tot een bepaalde spanning van ongeveer 0,5 volt zal de zonnecel zich bijna als een ideale stroombron gedragen. De grootte van de stroom is evenredig met de hoeveelheid licht die op de zonnecel valt. De open spanning is ongeveer 0,6 volt. Tussen de 0,6 en 0,5 volt neemt de maximale stroom toe. Deze waarden zijn ook nog sterk temperatuursafhankelijk.
Een zonnecel is dus geen ideale stroom- of spanningsbron. Daarom zal de stroomafname van de zonnecellen dynamisch geregeld worden volgens een bepaald algoritme. Het maximale vermogen is de hoogste opbrengst van het product van spanning en stroom. Men spreekt dan over het maximum power point (MPP). De elektronica dient zich dus daarop af te stemmen. In de praktijk zal dat neerkomen op een variërende belasting van de zonnecel (afhankelijk van de grootte van de ingevangen lichtstroom) waarbij een spanning over de zonnecel van ongeveer 0,5 V zal ontstaan. Een eenvoudig regelalgoritme is dan: belast de zonnecel op 80% van de open spanning.
Aangezien de zonnecellen zo'n lage spanning hebben worden deze in serie in zonnepanelen samengebracht. De panelen die ongeveer 30 tot 45 volt kunnen leveren worden ook in serie gezet. Zo kan men komen tot spanningen van ongeveer 600 volt. Er zijn omvormers die een maximale ingangsspanning van 1000 volt kunnen verdragen. Het voordeel van zo'n configuratie is dat de stromen beperkt blijven en daardoor de connectoren eenvoudig en de elektrische koperdraden in verhouding dun. Het nadeel is dat wanneer er door schaduw, verontreiniging of sneeuw een aantal zonnecellen wordt afgedekt, dat deze vanwege de grote "stroomkarakteristiek" als barrière kunnen fungeren voor de gehele stroomketen. Als er geen maatregelen worden getroffen door bijvoorbeeld diodes, kunnen die afgedekte zonnecellen alle vermogen van de niet-afgedekte zonnecellen gaan dissiperen waardoor een veel te hoge temperatuur kan gaan ontstaan en zelfs brand. Dat kwam wel voor bij de toepassing van de eerste converters. Er zijn slimme converters in de handel die rekening kunnen houden met deelschaduw. Dan is het regelalgoritme niet eenvoudig maar zal een microprocessor de MPP-waarde telkens opnieuw berekenen.

## Theorie
Voor een spanningsbron met inwendige weerstand Ri treedt het MPP op bij een belasting RL = Ri. De opgave van MPPT is dus Ri te vinden. Van een zonnepaneel is de zogenaamde vulfactor (Engels: Fill Factor, afgekort FF) een belangrijke parameter. De vulfactor is gedefinieerd als:
{\displaystyle FF={\frac {P_{\rm {MPP}}}{U_{\rm {open}}\cdot I_{\rm {kortsl}}}}}
met:

{\displaystyle FF} = vulfactor
{\displaystyle P_{\rm {MPP}}} = vermogen in het MPP
{\displaystyle U_{\rm {open}}} = onbelaste spanning
{\displaystyle I_{\rm {kortsl}}} = kortsluitstroom

Twee karakteristieken van een zonnecel (rood) bij verschillende lichtsterkte, met daarin aangegeven het vermogen (blauw) en het MPP (zwart)
verticale as: I = stroom, P=vermogen
horizontale as: U=spanning

Voor de onbelaste spanning Uopen van een enkele zonnecel kan met behulp van de diodeformule van Shockley worden afgeleid dat:
{\displaystyle U_{\rm {open}}=n\cdot {\frac {k\cdot T}{q}}\cdot \ln \left({\frac {I_{\rm {foto}}}{I_{\rm {S}}(T)}}+1\right)}
met:
{\displaystyle n} = diodefactor (ligt tussen 1 en 2)
{\displaystyle k} = Boltzmannconstante
{\displaystyle T} = absolute temperatuur
{\displaystyle q} = elementaire lading
{\displaystyle I_{\rm {foto}}} = fotostroom veroorzaakt door opvallend licht
{\displaystyle I_{\rm {S}}(T)} = temperatuurafhankelijke sperverzadigingsstroom
De fotostroom is bij benadering evenredig met de bestraling en vrijwel temperatuuronafhankelijk. De sperverzadigingsstroom IS stijgt sterk met toenemende temperatuur. Het gevolg is een temperatuurcoëfficiënt van −0,45%/°C van de open spanning (voor silicium zonnecellen), en ook voor de spanning in het MPP. Het maximumvermogen daalt eveneens met dat percentage.
Een zonnepaneel bestaat doorgaans uit een serieschakeling van 60 tot 96 zonnecellen. In bovenstaande formule wordt de spanning dan 60 tot 96 keer hoger.  {\displaystyle I_{\rm {foto}}} en {\displaystyle I_{\rm {S}}} zijn beide evenredig met het oppervlak van de cellen, dus het oppervlak van de cellen heeft geen invloed op de open spanning van een paneel. Een MPPT regelaar is doorgaans weer aangesloten op de serieschakeling van bijvoorbeeld 20 zonnepanelen, waardoor de spanning nog weer eens twintigmaal hoger wordt (open spanning 600 volt). De karakteristieken voor een serieschakeling van zonnecellen in panelen kan gevonden door de waardes op de spanningsas van de karakteristiek van een enkele referentiecel te vermenigvuldigen met het aantal cellen (in bovengenoemd voorbeeld met 60 maal 20). Evenzo kan de stroomas van de karakteristiek van (in serie geschakelde) panelen geschaald worden, nu met de verhouding van celoppervlak per cel van een paneel tot oppervlak referentiecel. De maximum kortsluitstroom ligt in de orde van 10 A voor gangbare panelen.
In het MPP geldt:
- {\displaystyle {\frac {\mathrm {d} I}{\mathrm {d} U}}=-{\frac {I}{U}}}.

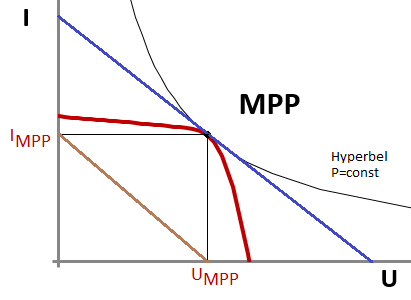
In het MPP raakt de hyperbool van constant vermogen de zonnepaneel karakteristiek in het MPP

- de raaklijn aan de zonnepaneelkarakteristiek loopt parallel aan de verbindingslijn van UMPP naar IMPP (punten op de I-as (verticaal) en de U-as (horizontaal).
- de hyperbool met P=PMPP=constant raakt de U-I karakteristiek in het MPP.

## Uitvoering van MPPT
Er is een aantal methodes waarmee MPPT kan worden uitgevoerd:

### Open spanningsmethode
Bij de open spanningsmethode wordt de aangesloten DC-DC-converter periodiek gestopt waardoor de zonnecellen in de onbelaste toestand komen. De ingangsspanning Uopen wordt gemeten. Daarna wordt de omvormer weer gestart en zodanig ingesteld dat de ingangsspanning 75% tot 80% is van Uopen. Deze methode is niet erg nauwkeurig en het MPP wordt nooit exact gevonden. De karakteristieken van verschillende zonnecellen zijn verschillend, en ook afhankelijk van de bestralingsintensiteit. In werkelijkheid kan de MPP spanning UMPP 70% tot 85% van Uopen bedragen.

### Perturb and Observe
Bij de perturb and observe-methode wordt de omvormer zo gestuurd, dat periodiek de effectieve belasting wordt vergroot (equivalente belastingsweerstand kleiner in waarde). Als het gemeten vermogen na vergroting toeneemt, wordt doorgegaan met vergroting van de belasting totdat het vermogen afneemt. Dan wordt daarna de belasting weer verkleind (equivalente belastingsweerstand vergroot). De verlaging van de belasting gaat door totdat het vermogen weer afneemt. In een stabiele belichtingstoestand zal er altijd een oscillatie ontstaan. Dit kan voorkomen worden door als het vermogen gemiddeld stabiel geworden is, de omvormer vast in te stellen en pas weer te gaan regelen, als het vermogen wezenlijk veranderd is (bijvoorbeeld meer dan 2%).

### Incremental Conductance
Bij de incremental conductance methode wordt de incrementele conductantie in het werkpunt bepaald. Er geldt:
Links van MPP:
{\displaystyle {\frac {dP}{dU}}>0}
Rechts van MPP:
{\displaystyle {\frac {dP}{dU}}<0}
In het MPP:
{\displaystyle {\frac {dP}{dU}}=0}

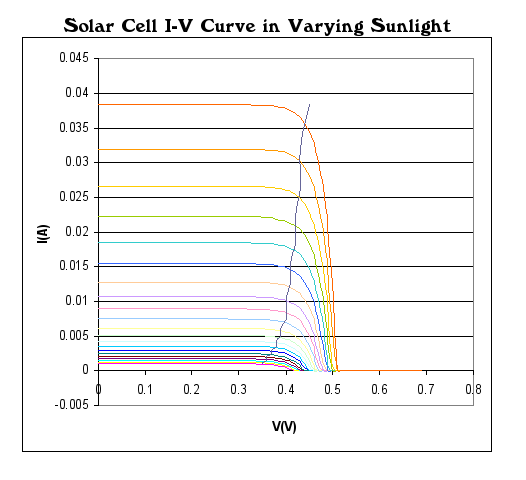
Karakteristiek van een zonnecel bij verschillende belichting, zwarte lijn is MPP

Bovenstaande vergelijkingen kunnen worden omgeschreven om voor een regelaar gebruikt te kunnen worden, waarbij
I en U die actuele meetwaardes van een regelaarperiode zijn en dI, dU de verandering ten opzichte van de vorige regelperiode.
Links van MPP:
{\displaystyle {\frac {dI}{I}}>-{\frac {dU}{U}}}
Belasting wordt lichter gemaakt (equivalente belastingsweerstand hoogohmiger).
Rechts van MPP:
{\displaystyle {\frac {dI}{I}}<-{\frac {dU}{U}}}
Belasting wordt zwaarder gemaakt (equivalente belastingsweerstand laagohmiger).
In het MPP:
{\displaystyle {\frac {dI}{I}}=-{\frac {dU}{U}}}
Belasting blijft gelijk
De regelaar wijzigt op grond van bovenstaande vergelijkingen de belasting per regelperiode in de richting van het MPP. Is het MPP bereikt dan stopt de regelaar. Als echter het vermogen bijvoorbeeld meer dan 2% verandert, dan start de regeling weer.

### Regeling op grond van 100 Hz rimpel
Bij omvormers die 230 VAC 50 Hz opwekken, is een vermogensbuffer in de vorm van een elektrolytische condensator (elco) nodig. Immers, de zonnepanelen leveren een constante gelijkstroom, terwijl de vermogensafgifte aan een (Ohms belast) 230 VAC systeem een sinusvormige 100 Hz vermogensfluctuatie kent van 0 in de nuldoorgangen van de netspanning tot het dubbele van het gemiddelde vermogen op de toppen en in de dalen van de netspanning. Vaak wordt de elco spanning op 400 VDC geregeld. Dat gebeurt bij een netgekoppelde converter door de stroom die de wisselrichter levert te variëren, de spanning ligt immers vast door de netspanning. Daalt de spanning op de elco, dan wordt de uitgangsstroom verminderd, stijgt de elcospanning, dan wordt de uitgangsstroom vergroot. Tussen de elco en het zonnepaneel is een regelbare omvormer geschakeld, die ook de MPPT uitvoert. Nemen we aan een regelaar waarbij de verhouding tussen ingangsspanning Usolar en uitgangsspanning Uelco zuiver bepaald wordt door de duty cycle van geleiding van de schakeltransistor(en). Dan heeft Usolar dezelfde percentuele rimpel als Uelco. Deze is bijvoorbeeld 5%. De MPPT regelaar laat nu elke 10 ms de duty cycle constant, en evalueert na een halve netperiode hoe het verloop van spanning en stroom is geweest. Werkt de omvormer in het MPP, dan zal de stroom ook een rimpel gehad hebben van 5%, maar in tegenfase met de spanning.
Deze situatie komt overeen met die van de incrementele conductantie methode:
{\displaystyle {\frac {dI}{I}}=-{\frac {dU}{U}}}
Immers hier staat dat de relatieve verandering (lees rimpel) van stroom en de relatieve verandering van spanning aan elkaar gelijk zijn, anders gezegd dat de percentuele rimpel van stroom en spanning gelijk zijn. Het minteken in de formule geeft de tegenfase aan. Werkt de omvormer links van het MPP, dan heeft de stroom een kleinere rimpel tot rimpel 0. Werkt de regelaar rechts van het MPP, dan zal er een grotere in tegenfase stroomrimpel ontstaan, bijvoorbeeld bij 5% spanningsrimpel 8% stroomrimpel. De regelaar regelt de duty cycle van de omvormer bij. Er kan op grond van de grootte van de afwijking direct de grootte van de bijregeling worden berekend, die nodig is om in het MPP te komen, als de zonnepaneelkarakteristieken bekend zijn. Dat kan met een zelflerend systeem, waarbij periodiek de hele uitgangskarakteristiek gescand wordt.

### Deelschaduw
Bij de voorgaande beschrijvingen is ervan uitgegaan dat de zonnepanelen, die op hun beurt weer in serie staan in een zogenoemde string, bestaan uit exact identieke zonnecellen, die allemaal exact gelijk belicht worden en dezelfde temperatuur hebben. Men moet daarbij bedenken, dat uitgangsspanningen in het MPP van 400 volt heel gebruikelijk zijn. De individuele cellen leveren slechts een spanning van 0,4 a 0,5 volt. Per paneel staan er 60 cellen in serie. Vooral als er schaduw valt op een deel van de cellen ontstaan er problemen. Als de solar-omvormer een stroom instelt beneden de kortsluitstroom van het slechtst presterende zonnepaneel, is er voor de panelen geen probleem, er staat nergens een negatieve spanning over de panelen, maar er is wel een forse reductie in opbrengst. Als de solar-omvormer een stroom instelt die overeenkomt met het MPP van de goed belichte panelen, krijgen de panelen die in de schaduw liggen een negatieve spanning, ze gaan zeneren, waardoor ze erg heet kunnen worden en defect kunnen raken. Er dienen bypass-diodes te worden aangebracht, die de negatieve spanning over een aantal cellen, bijvoorbeeld 20, tot −1 volt begrenst. Bij kristallijne zonnepanelen wordt één bypass-diode per 20 zonnecellen aangebracht, dus 3 in totaal voor een paneel met 60 cellen. Dan kan een MPP-methode periodiek (bijvoorbeeld eens per kwartier) het hele belastingsgebied afscannen. Er zal een aantal lokale maxima gevonden worden, en het is voor het regelprogramma eenvoudig het grootste lokale maximum te vinden en de belasting zodanig in te stellen, dat de omvormer in het globale MPP werkt. Er zijn snellere methodes bedacht om het globale MPP (GMPPT) te vinden.
Het is ook mogelijk relatief eenvoudige equalizers naar elk zonnepaneel te schakelen. Deze equalizers leveren vermogen aan de zwakst belichte panelen, en onttrekken vermogen aan de sterkst belichte panelen, zodat alle panelen stroom blijven leveren en globaal in hun MPP blijven werken. Verder kan bij ieder paneel een eigen MPPT-omvormer gemonteerd worden, die bijvoorbeeld 400 VDC levert. Een centrale omvormer zet deze gelijkspanning dan in 230 VAC 50 Hz om.